# S/2017 J 9
S/2017 J 9 è un satellite naturale di Giove. È stato scoperto da Scott S. Sheppard nel 2017. Appartiene al gruppo di Ananke.

## Dati orbitali
S/2017 J 9 orbita intorno a Giove con un semiasse maggiore di circa  21768700 km in circa 666,11 giorni, con un'eccentricità di 0,200. L'orbita è retrograda con una inclinazione di circa 155,5°; di conseguenza, la luna si muove in direzione opposta alla rotazione del pianeta.

## Designazione
Poiché la sua orbita è stata determinata con precisione, il satellite ha ricevuto un ordinale: Giove LXX.